# Eric Balfour
Eric Salter Balfour (Los Angeles, 24 aprile 1977) è un attore e cantante statunitense.

## Biografia
È nato in California, figlio di Sharon, consulente familiare, e di David Balfour, chiropratico. Di famiglia ebrea, ha radici francesi. Inizia a lavorare da ragazzino per il programma televisivo Kids Incorporated. Negli anni successivi lavora in moltissime produzioni televisive, ottenendo piccole partecipazioni a Buffy l'ammazzavampiri, Dawson's Creek e Chicago Hope.
Partecipa alle commedie Giovani, pazzi e svitati, I perfetti innamorati e What Women Want - Quello che le donne vogliono , in seguito ottiene ruoli di rilievo nelle serie Veritas: The Quest, Six Feet Under, The O.C. e 24. Recita nell'horror del 2003 Non aprite quella porta.
Nel 2005 prende parte al film In Her Shoes - Se fossi lei, ma sempre nello stesso anno desta scalpore la sua performance ad alto contenuto erotico nel film Il sesso secondo lei, dove appare in un nudo frontale ed in erezione.
Appare in due videoclip, il primo è Fergalicious di Fergie, il secondo prodotto da will.i.am Yes We Can, per appoggiare la campagna di Barack Obama, sempre nel 2008 recita nel film di Jonas Åkerlund The Horsemen.
Balfour è il frontman della band chiamata Born As Ghosts (ai tempi Fredalba). Band che basa la propria musica sulle radici della cultura della città di Los Angeles. È un giocatore di poker, pratica surf ed è il testimonial del profumo "V" di Valentino.
È stato fidanzato dal 2005 al 2007 con l'attrice Moon Bloodgood e dal 2015 è sposato con Erin Chiamulon dalla quale ha avuto un figlio, Oliver Lion (2018).

## Filmografia

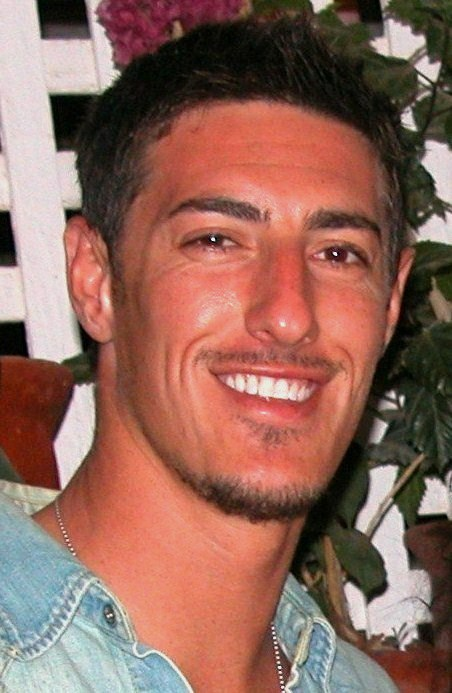
Eric Balfour nel 2008

### Cinema
- Autopsia di un sogno (Shattered Image), regia di R.J. Williams (1996)
- Safe Sex - Tutto in una notte (Trojan War), regia di George Huang (1997)
- Giovani, pazzi e svitati (Can't Hardly Wait), regia di Harry Elfont & Deborah Kaplan (1998)
- Scrapbook, regia di Kurt Kuenne (1999)
- What Women Want - Quello che le donne vogliono (What Women Want), regia di Nancy Meyers (2000)
- I perfetti innamorati (America's Sweethearts), regia di Joe Roth (2001)
- Rain, regia di Robert J. Wilson (2001)
- Secondhand Lions, regia di Tim McCanlies (2003)
- Non aprite quella porta (The Texas Chainsaw Massacre), regia di Marcus Nispel (2003)
- Ultima traccia: Barcellona (Face of Terror), regia di Bryan Goeres (2003)
- RX - Strade senza ritorno (RX), regia di Ariel Vromen (2005)
- Il sesso secondo lei (Lie with Me), regia di Clément Virgo (2005)
- In Her Shoes - Se fossi lei (In Her Shoes), regia di Curtis Hanson (2005)
- The Elder Son, regia di Marius Balchunas (2006)
- Hell Ride, regia di Larry Bishop (2008)
- The Spirit, regia di Frank Miller (2008)
- Toy Boy - Un ragazzo in vendita (Spread), regia di David Mackenzie (2009)
- The Horsemen, regia di Jonas Åkerlund (2009)
- Beatdown, regia di Mike Gunther (2010)
- Skyline, regia dei fratelli Strause (2010)
- The Legend of Hell's Gate: An American Conspiracy, regia di Tanner Beard (2010)
- Cell 213 - La dannazione (Cell 213), regia di Stephen Kay (2011)
- Do Not Disturb, nel segmento diretto da Petro Papahadjopoulos (2011)
- Backcountry, regia di Adam MacDonald (2014)
- Manson Girls, regia di Susanna Lo (2015)
- Tao of Surfing, regia di Lou Diamond Phillips (2015)

### Televisione
- Kids Incorporated – serie TV, 6 episodi (1991)
- Arresting Behavior – serie TV, 5 episodi (1992)
- Ho sposato un assassino (Bloodlines: Murder in the Family), regia di Paul Wendkos – film TV (1993)
- Il pericolo è il mio mestiere (Danger Theatre) – serie TV, episodio 1x05 (1993)
- Una bionda per papà (Step by Step) – serie TV, episodio 3x03 (1993)
- La signora del West (Dr. Quinn, Medicine Woman) – serie TV, episodi 2x04-2x21 (1993-1994)
- Crescere, che fatica! (Boy Meets World) – serie TV, episodio 2x20 (1995)
- Kirk – serie TV, episodio 1x07 (1995)
- No One Would Tell, regia di Noel Nosseck – film TV (1996)
- Champs – serie TV, episodio 1x04 (1996)
- Townies – serie TV, episodio 1x02 (1996)
- Ink – serie TV, episodio 1x09 (1997)
- Buffy, l'ammazzavampiri (Buffy the Vampire Slayer) – serie TV, episodi 1x01-1x02 (1997)
- Ragazze a Beverly Hills (serie televisiva) (Clueless) – serie TV, episodio 2x02 (1997)
- Dawson's Creek – serie TV, episodio 1x09 (1998)
- Nash Bridges – serie TV, episodio 4x12 (1999)
- West Wing - Tutti gli uomini del Presidente (West Wing) – serie TV, episodio 1x06 (1999)
- Chicago Hope – serie TV, episodio 6x10 (2000)
- FrakyLinks – serie TV, episodio 1x11 (2001)
- The Chronicle – serie TV, episodio 1x07 (2001)
- New York Police Department (NYPD Blue) – serie TV, episodi 8x11-9x03 (2001)
- Six Feet Under – serie TV, 12 episodi (2001-2003)
- The OC – serie TV, episodi 1x20-1x21-1x23 (2004)
- Veritas: The Quest – serie TV, 13 episodi (2003-2004)
- Hawaii – serie TV, 8 episodi (2004)
- Sex, Love & Secrets – serie TV, 8 episodi (2005)
- Sex & Law (Conviction) – serie TV, 13 episodi (2006)
- 24 – serie TV, 28 episodi (2001-2007)
- Protect and Serve, regia di Sergio Mimica-Gezzan – film TV (2007)
- The Ex List – serie TV, episodio 1x01 (2008)
- Rise of the Gargoyle, regia di Bill Corcoran – film TV (2009)
- Fear Itself – serie TV, episodio 1x12 (2009)
- Life on Mars – serie TV, episodio 1x09 (2009)
- Law & Order: Criminal Intent – serie TV, episodio 8x10 (2009)
- Detective Monk (Monk) – serie TV, episodio 8x04 (2009)
- Valemont – serie TV, 5 episodi (2009)
- Dinoshark, regia di Kevin O'Neill – film TV (2010)
- Saving Grace – serie TV, episodio 3x16 (2010)
- No Ordinary Family – serie TV, episodi 1x17-1x18 (2011)
- Haven – serie TV, 78 episodi (2010-2015)
- Franklin & Bash – serie TV, episodio 3x04 (2013)
- Ray Donovan – serie TV, episodio 4x07 (2016)
- Chicago P.D. – serie TV, episodio 6x05 (2018)
- 37 Problems – serie TV, episodio 2x01 (2018)
- Conversations in L.A. – serie TV, episodio 3x04 (2018)
- The Offer - miniserie TV (2022)
- Wilderness - Fuori controllo (Wilderness), regia di So Yong Kim – miniserie TV (2023)

## Doppiatori italiani
Nelle versioni in italiano delle opere in cui ha recitato, Eric Balfour è stato doppiato da:
- Francesco Pezzulli in Crescere, che fatica!, 24 (st. 6)
- Tony Sansone in 24 (st. 1), Haven
- David Chevalier in The OC, Skyline
- Fabrizio Vidale in Dawson's Creek, Veritas: The Quest
- Alessandro Quarta in Il volto del terrore, Valemont
- Lorenzo Scattorin ne Il sesso secondo lei
- Luca Bottale in Safe Sex
- Christian Iansante ne I perfetti innamorati
- Riccardo Rossi in Non aprite quella porta
- Francesco Meoni in In Her Shoes
- Massimo De Ambrosis in The Spirit
- Emiliano Coltorti in The Horsemen
- Nanni Baldini in Buffy l'ammazzavampiri
- Luigi Ferraro in Six Feet Under
- Luca Ferrante in Sex & Law
- Teo Bellia in Fear Itself
- Corrado Conforti in Life on Mars
- Luca Ghignone in Law & Order: Criminal Intent
- Riccardo Scarafoni in Detective Monk
- Giuseppe Ippoliti in Streghe
- Francesco Sechi in The Offer
- Edoardo Stoppacciaro in Wilderness - Fuori controllo

## Discografia
- 1997 - Real Low Underneath EP
- 2003 - Uptown Music For Downtown Kids